# Grande Prêmio da Alemanha de 1995
Resultados do Grande Prêmio da Alemanha de Fórmula 1 realizado em Hockenheim em 30 de julho de 1995. Nona etapa da temporada, nele Michael Schumacher, da Benetton-Renault, tornou-se o primeiro alemão a vencer em seu país natal.

## Resumo
- Última corrida de Pierluigi Martini na F1.
- Primeira vitória de Michael Schumacher no GP da Alemanha.
- Estreia de Giovanni Lavaggi.
- Primeiros pontos de Jean-Christophe Boullion.
- Com o sexto lugar, Aguri Suzuki obteve seu último ponto na categoria.

## Classificação da prova

### Treinos oficiais
| Pos.   | Nº | Piloto                   | Construtor         | Tempo Q1 | Tempo Q2  | Diferença |
| ------ | -- | ------------------------ | ------------------ | -------- | --------- | --------- |
| 1      | 5  | Damon Hill               | Williams-Renault   | 1:44.932 | 1:44.385  |           |
| 2      | 1  | Michael Schumacher       | Benetton-Renault   | 1:45.505 | 1:44.465  | + 0.080   |
| 3      | 6  | David Coulthard          | Williams-Renault   | 1:45.306 | 1:44.540  | + 0.155   |
| 4      | 28 | Gerhard Berger           | Ferrari            | 1:46.482 | 1:45.553  | + 1.168   |
| 5      | 14 | Rubens Barrichello       | Jordan-Peugeot     | 1:48.203 | 1:45.765  | + 1.380   |
| 6      | 15 | Eddie Irvine             | Jordan-Peugeot     | 1:46.916 | 1:45.846  | + 1.461   |
| 7      | 8  | Mika Häkkinen            | McLaren-Mercedes   | 1:46.291 | 1:45.849  | + 1.464   |
| 8      | 7  | Mark Blundell            | McLaren-Mercedes   | 1:47.854 | 1:46.221  | + 1.836   |
| 9      | 2  | Johnny Herbert           | Benetton-Renault   | 1:46.381 | 1:46.315  | + 1.930   |
| 10     | 27 | Jean Alesi               | Ferrari            | 1:46.356 | 1:46.475  | + 1.971   |
| 11     | 30 | Heinz-Harald Frentzen    | Sauber-Ford        | 1:47.769 | 1:46.801  | + 2.416   |
| 12     | 26 | Olivier Panis            | Ligier-Mugen/Honda | 1:47.372 | 1:47.528  | + 2.987   |
| 13     | 4  | Mika Salo                | Tyrrell-Yamaha     | 1:49.103 | 1:47.507  | + 3.122   |
| 14     | 29 | Jean-Christophe Boullion | Sauber-Ford        | 1:48.526 | 1:47.636  | + 3.251   |
| 15     | 9  | Massimiliano Papis       | Footwork-Hart      | 1:49.621 | 1:48.093  | + 3.708   |
| 16     | 24 | Luca Badoer              | Minardi-Ford       | 1:50.409 | 1:49.302  | + 4.917   |
| 17     | 3  | Ukyo Katayama            | Tyrrell-Yamaha     | 1:56.518 | 1:49.402  | + 5.017   |
| 18     | 25 | Aguri Suzuki             | Ligier-Mugen/Honda | 2:04.193 | 1:49.716  | + 5.331   |
| 19     | 10 | Taki Inoue               | Footwork-Hart      | 1:50.451 | 1:49.892  | + 5.507   |
| 20     | 23 | Pierluigi Martini        | Minardi-Ford       | 1:51.368 | 1:49.990  | + 5.605   |
| 21     | 21 | Pedro Paulo Diniz        | Forti-Ford         | 1:54.303 | 1:52.961  | + 8.576   |
| 22     | 22 | Roberto Moreno           | Forti-Ford         | 1:53.456 | 1:53.405  | + 9.020   |
| 23     | 17 | Andrea Montermini        | Pacific-Ford       | 1:53.492 | Sem tempo | + 9.107   |
| 24     | 16 | Giovanni Lavaggi         | Pacific-Ford       | 1:54.625 | 1:56.325  | + 10.240  |
| Fonte: |    |                          |                    |          |           |           |

### Corrida
| Pos.   | Nº | Piloto                   | Construtor         | Voltas | Tempo/Diferença   | Grid | Pontos |
| ------ | -- | ------------------------ | ------------------ | ------ | ----------------- | ---- | ------ |
| 1      | 1  | Michael Schumacher       | Benetton-Renault   | 45     | 1:22:56.043       | 2    | 10     |
| 2      | 6  | David Coulthard          | Williams-Renault   | 45     | + 5.988           | 3    | 6      |
| 3      | 28 | Gerhard Berger           | Ferrari            | 45     | + 1:08.097        | 4    | 4      |
| 4      | 2  | Johnny Herbert           | Benetton-Renault   | 45     | + 1:23.436        | 9    | 3      |
| 5      | 29 | Jean-Christophe Boullion | Sauber-Ford        | 44     | + 1 volta         | 14   | 2      |
| 6      | 25 | Aguri Suzuki             | Ligier-Mugen/Honda | 44     | + 1 volta         | 18   | 1      |
| 7      | 3  | Ukyo Katayama            | Tyrrell-Yamaha     | 44     | + 1 volta         | 17   |        |
| 8      | 17 | Andrea Montermini        | Pacific-Ford       | 42     | + 3 voltas        | 23   |        |
| 9      | 15 | Eddie Irvine             | Jordan-Peugeot     | 41     | Acelerador        | 6    |        |
| Ret    | 8  | Mika Häkkinen            | McLaren-Mercedes   | 33     | Motor             | 7    |        |
| Ret    | 30 | Heinz-Harald Frentzen    | Sauber-Ford        | 32     | Motor             | 11   |        |
| Ret    | 24 | Luca Badoer              | Minardi-Ford       | 28     | Vazamento de óleo | 16   |        |
| Ret    | 16 | Giovanni Lavaggi         | Pacific-Ford       | 27     | Câmbio            | 24   |        |
| Ret    | 22 | Roberto Moreno           | Forti-Ford         | 27     | Semieixo          | 22   |        |
| Ret    | 14 | Rubens Barrichello       | Jordan-Peugeot     | 20     | Motor             | 5    |        |
| Ret    | 7  | Mark Blundell            | McLaren-Mercedes   | 17     | Motor             | 8    |        |
| Ret    | 26 | Olivier Panis            | Ligier-Mugen/Honda | 13     | Vazamento d’água  | 12   |        |
| Ret    | 27 | Jean Alesi               | Ferrari            | 12     | Motor             | 10   |        |
| Ret    | 23 | Pierluigi Martini        | Minardi-Ford       | 11     | Motor             | 20   |        |
| Ret    | 10 | Taki Inoue               | Footwork-Hart      | 9      | Câmbio            | 19   |        |
| Ret    | 21 | Pedro Paulo Diniz        | Forti-Ford         | 8      | Freios            | 21   |        |
| Ret    | 5  | Damon Hill               | Williams-Renault   | 1      | Rodou             | 1    |        |
| Ret    | 4  | Mika Salo                | Tyrrell-Yamaha     | 0      | Embreagem         | 13   |        |
| Ret    | 9  | Massimiliano Papis       | Footwork-Hart      | 0      | Câmbio            | 15   |        |
| Fonte: |    |                          |                    |        |                   |      |        |

## Tabela do campeonato após a corrida
| Pos. | Piloto             | Pontos |
| ---- | ------------------ | ------ |
| 1    | Michael Schumacher | 56     |
| 2    | Damon Hill         | 35     |
| 3    | Jean Alesi         | 32     |
| 4    | Johnny Herbert     | 25     |
| 5    | David Coulthard    | 23     |

| Pos. | Construtor         | Pontos |
| ---- | ------------------ | ------ |
| 1    | Benetton-Renault   | 71     |
| 2    | Ferrari            | 53     |
| 3    | Williams-Renault   | 52     |
| 4    | Jordan-Peugeot     | 13     |
| 5    | Ligier-Mugen/Honda | 11     |

- Nota: Somente as primeiras cinco posições estão listadas.